# 姜暢雄
姜 暢雄（きょう のぶお、1979年3月23日 - ）は、日本の俳優。キューブ所属。兵庫県姫路市出身。市川高等学校卒業。身長181cm、体重61kg。

## 来歴
在日韓国人として生まれたが、日本に帰化したことを公表している。
1998年、自身の姉が応募した第11回「ジュノン・スーパーボーイ・コンテスト」にて、フォトジェニック賞・Pメールグランプリを受賞。
父親が経営する会社を継ぐ予定だったが、このコンテストで多数のスカウトを受けて進路変更、上京し芸能事務所キューブに所属。当時キューブがマネージメントしていた劇団であるSTUDIO LIFEに所属し、初舞台を踏む。
2002年2月から2003年2月まで放送された、スーパー戦隊シリーズ『忍風戦隊ハリケンジャー』にて、霞一鍬 / クワガライジャー 役で初めてテレビドラマに出演。その後もドラマ、映画、舞台などで活動。
2013年7月に『忍風戦隊ハリケンジャー 10 YEARS AFTER』が、東映ビデオによりシリーズ初の10年後の続編として発表された。
2018年5月19日公開の映画『仮面ライダーアマゾンズ THE MOVIE 最後ノ審判』では、御堂英之助 / 仮面ライダーアマゾンネオアルファ 役で出演し、特撮映画としては16年ぶりに変身ヒーローを演じた。

## 人物
- 趣味は映画鑑賞、フットサル。特技は野球、サッカー、スノーボード。
- 2019年10月6日、2018年2月に一般女性との結婚、9月24日に第1子となる女児が誕生したことを公表した[6]。また、2024年3月13日に第2子となる男児が誕生したことを公表した[7]。

## 出演

### テレビドラマ

#### レギュラー出演
- 忍風戦隊ハリケンジャー（2002年2月17日 - 2003年2月9日、テレビ朝日） - 霞一鍬 / クワガライジャー 役
- 恋は戦い!（2003年1月9日 - 3月13日、テレビ朝日） - 小暮一矢 役
- OL銭道 第6話 - 最終話（2003年5月16日 - 6月20日、テレビ朝日） - 小野崎拓郎 役
- TRICKシリーズ（テレビ朝日） - 菊池愛介 役
  - 木曜ドラマ TRICK（2003年）
  - 警部補 矢部謙三（2010年4月 - 6月）
  - 警部補 矢部謙三2（2013年7月 - 9月）
- 連続テレビ小説「わかば」（2004年9月27日 - 2005年3月26日、NHK） - 藤倉雅也 役
- おとなの夏休み（2005年7月6日 - 9月7日、日本テレビ） - 春日部健人 役
- がきんちょ〜リターン・キッズ〜（2006年7月31日 - 9月29日、毎日放送） - 早瀬孝之 役
- 花ざかりの君たちへ〜イケメン♂パラダイス〜（2007年7月3日 - 9月18日、フジテレビ系） - オスカー・M・姫島（姫島正夫） 役
- 幻影〜ゲンヱイ〜（2008年5月、朝日放送） - 瀬川源太郎 役
- 乙女のパンチ（2008年、NHK） - 松尾隼人 役
- リセット 2話（2009年1月22日、読売テレビ） - 　河上高久 役
- メイちゃんの執事（2009年、フジテレビ） - 根津 役
- イケ麺そば屋探偵〜いいんだぜ!〜シリーズ（日本テレビ）
  - イケ麺そば屋探偵〜いいんだぜ!〜 第1話 - 第4話（2009年4月） - コウジ 役
  - イケ麺新そば屋探偵〜いいんだぜ!〜 第1話・第2話・第4話・第5話（2009年7月 - 8月） - ノブ 役
- 恋して悪魔〜ヴァンパイア☆ボーイ〜（2009年、関西テレビ） - 藤井雅之 役
- ライアーゲーム シーズン2 第5話 - 最終回 （フジテレビ、2009年12月8日 - 2010年1月19日） - 川井タツヤ 役
- 逃亡弁護士第1 - 5話 、最終話 （2010年4月 - 9月、関西テレビ） - 浅沼仁 役
- 霧に棲む悪魔（2011年、東海テレビ） - 北川弓月 役
- ジウ 警視庁特殊犯捜査係（2011年、テレビ朝日） - 藤田幹夫 役
- ドラマ10「タイトロープの女」（2012年、NHK） - 古谷勇人 役
- 高校入試（2012年10月 - 12月、フジテレビ） - 寺島俊章 役
- 嘘の戦争（2017年1月 - 3月、関西テレビ） - 七尾伸二 役
- 時をかけるバンド（2020年10月 - 12月、フジテレビ） -  相原 役
- さらば、佳き日（2023年6月12日 - 7月31日、テレビ東京） - 森恭一 役[8]
- どうか私より不幸でいて下さい（2024年9月11日 - 、日本テレビ） - 武藤栄作 役

#### 単発ドラマ・ゲスト出演
- ふたり 私たちが選んだ道（2003年、日本テレビ） - 立花療法士 役
- 時空警察捜査一課PART3（2003年、日本テレビ） - 真田達也 役
- 星に願いを〜七畳間で生まれた410万の星〜（2005年、フジテレビ）
- 日曜洋画劇場「TRICK 新作スペシャル」（2005年、テレビ朝日） - 菊池愛介 役
- 愛と劇場の嵐「愛と裏切りのかなた」（2006年、フジテレビ） - 安藤瞬 役
- トップキャスター 第7話（2006年、フジテレビ） - 浜田 役
- 新・科捜研の女'06 第1話（2006年、テレビ朝日） - 三浦拓海 役
- DRAMA COMPLEX「芸能界風雲録〜一寸先は闇〜」（2006年、日本テレビ） - 玉田英介 役
- バンビ〜ノ! 第10話（2007年、日本テレビ） - 清水英明 役
- 交渉人〜THE NEGOTIATOR〜 第1話・第2話（2008年、テレビ朝日） - 佐久間祐二 役
- 薔薇のない花屋 第2話（2008年、フジテレビ）
- 仮面ライダーキバ 第1話（2008年、テレビ朝日） - 津上カオル 役
- 絶対彼氏〜完全無欠の恋人ロボット〜 第1話（2008年、フジテレビ） - 石関隼人 役
- ハチワンダイバー 第2話（2008年、フジテレビ） - マムシ 役
- シバトラ〜童顔刑事・柴田竹虎〜 第9話・第10話（2008年、フジテレビ） - 伊能孝義 役
- ショコラ「告白できない女のヒミツ 伝えたかった本当の想い」（2008年、日本テレビ） - 桐島 役
- 花ざかりの君たちへ〜イケメン♂パラダイス〜 卒業式 & 7と1/2話 スペシャル（2008年、フジテレビ） - オスカー・M・姫島 役
- セレブと貧乏太郎 第7話 （2008年、フジテレビ） - 西山（東郷十三） 役
- 偉人の来る部屋 第11話（2009年12月14日、TOKYO MX・tvk） - 坂本龍馬 役
- リセット 第2話「痴漢に復讐する女」（2009年、読売テレビ） - 河上高久 役
- 必殺仕事人2009 第20話「女の一分」（2009年6月12日、朝日放送・テレビ朝日） - 津田兵馬 役
- テレビ大阪 特別ドラマ「星降る町のわすれもの」（2010年3月22日、テレビ大阪） - 主演・山崎ハル 役
- 私が初めて創ったドラマ「沖縄ドライバーズノート」（2011年1月14日、NHK BShi） - 新城光男 役
- 花ざかりの君たちへ〜イケメン☆パラダイス〜2011 第6話（2011年8月14日、フジテレビ） - 預言者（オスカー・M・姫島/姫島正夫）役（愛情出演）
- 謎解きはディナーのあとで 第2話（2011年10月25日、フジテレビ） - 若林修二 役
- 浪花少年探偵団 第2話（2012年7月9日、TBS） - 岩本俊一 役
- サキ 第1話（2013年1月8日、関西テレビ・フジテレビ） - 中川肇 役
- 新・ミナミの帝王〜銀次郎、ついに逮捕?!〜（2014年1月5日、関西テレビ・フジテレビ） - 立石修三 役
- 土曜ワイド劇場「棟居刑事の『夜の虹』」（2014年2月8日、テレビ朝日） - 美川光弘 役
- トクボウ 警察庁特殊防犯課 第7話（2014年5月15日、読売テレビ・日本テレビ） - 藤堂朔也 役
- 花咲舞が黙ってない 第7話（2014年5月28日、日本テレビ） - 友田浩次郎 役
- 警視庁捜査一課9係 season9 第7話（2014年8月20日、テレビ朝日） - 藤木俊一 役
- ST 赤と白の捜査ファイル 第7話（2014年8月27日、日本テレビ） - 辛島秋仁 役
- 月曜ゴールデン「赤かぶ検事奮戦記5」（2015年2月2日、TBS） - 江田浩一郎 役
- 金曜プレミアム「名探偵 神津恭介2 呪縛の家」（2015年7月10日、フジテレビ） - 菊川昇 役
- 探偵の探偵（2015年7月 - 9月、フジテレビ） - 沼園賢治 役
- 土曜ワイド劇場「司法教官・穂高美子5」（2016年10月29日、テレビ朝日） - 杉崎夏彦 役
- 石川五右衛門 第7・最終話（2016年11月25日、テレビ東京） - 霧隠才蔵 役
- 刑事ゆがみ 第4話（2017年11月2日、フジテレビ） - 大山昇 役
- 重要参考人探偵 第6話（2017年11月24日、テレビ朝日） - 野崎茂 役
- ドラマスペシャル「白日の鴉」（2018年1月11日、テレビ朝日） - 中迫達郎 役
- 大阪環状線 Part3 ひと駅ごとのスマイル 第4話（2018年2月7日、関西テレビ） - 大河 役
- 金曜プレミアム 「浅見光彦シリーズ」53 浅見光彦殺人事件（2018年3月29日、フジテレビ） - 野木和芳 役
- 警視庁ゼロ係 THIRD SEASON 第5話 第6話 第7話（2018年8月31日、テレビ東京） - 桐ヶ谷英人 役
- 遺留捜査 新作スペシャル1（2019年11月24日、テレビ朝日） - 福本貞夫 役
- サイレント・ヴォイス 行動心理捜査官・楯岡絵麻 Season2 第7話（2020年5月23日、BSテレ東） - 堀田諒一 役
- 警視庁・捜査一課長2020 第11話（2020年7月23日、テレビ朝日） - 鳩村直道 役
- 小吉の女房2 第1話 （2021年4月2日、NHK BSプレミアム） - 島田虎之助 役
- 競争の番人 第7話（2022年8月22日、フジテレビ） - 山辺純次 役
- 世にも奇妙な物語'23 秋の特別編「永遠のふたり」（2023年11月11日、フジテレビ） - 三田隊長 役[9]

### 映画
- 絵里に首ったけ（2000年） - ポンタ 役
- スーパー戦隊シリーズ（東映）
  - 忍風戦隊ハリケンジャー シュシュッとTHE MOVIE（2002年） - 霞一鍬 / クワガライジャー 役
  - 暴太郎戦隊ドンブラザーズ THE MOVIE 新・初恋ヒーロー（2022年） - 黒岩監督 / 忍風鬼 役[10][11]
- 青い春（2002年）
- イズ・エー [is A.]（2004年） - 波畑克次 役
- NANA2（2006年、東宝） - 本城蓮（レン） 役
- 白夜行（2010年） - 篠塚一成 役
- バニラボーイ トゥモロー・イズ・アナザー・デイ（2016年、クロックワークス） - 村井幹男 役
- 仮面ライダーアマゾンズ THE MOVIE 最後ノ審判（2018年、東映） - 御堂英之助 / 仮面ライダーアマゾンネオアルファ 役[5]
- 邪魚隊 / ジャッコタイ（2024年、東映ビデオ） - 景虎 役[12]

### 舞台
- ダブリンの鐘つきカビ人間【再演】（作:後藤ひろひと/演出:G2、2005年） - 聡 役
- 紫式部ものがたり（作:斉藤雅文/演出:宮田慶子、2006年） - 安倍晴明 役
- 恋の骨折り損（作:シェイクスピア/演出:蜷川幸雄、2007年） - フランス王女 役
- 犯さん哉（作・演出:ケラリーノ・サンドロヴィッチ、2007年） - 覗く女、星くん他 役
- 恋する妊婦（作・演出:岩松了、2008年） - 慎之介 役
- マイ・フェア・レディ（作:アラン・ジェイ・ラーナー/演出:西川信廣、2009年） - フレディ 役
- 有毒少年（作・演出:末満健一、2011年） - 蝙蝠 役
- ロミオ&ジュリエット（作:シェイクスピア/演出:ジョナサン・マンビィ、2012年） - パリス 役
- GS近松商店（2015年9月 - 10月、大阪 新歌舞伎座）[13]
- Honganji（2016年1月 - 2月、新歌舞伎座/中日劇場/EX THEATER ROPPONGI）
- 寝盗られ宗介（2016年4月- 5月、シアター1010/大阪松竹座/ももちパレス/刈谷市総合文化センター/新橋演舞場） -　ノブオ 役[14]
- 王室教師ハイネ〜The Musical〜（2017年9月、六本木zeppシアター/森ノ宮ピロティホール） - ヴィクトール・フォン・グランツライヒ 役
- 音楽劇「夜曲」（2017年12月、東京芸術劇場 プレイハウス） - 黒百合 役
- 大阪環状線 〜君の歌声が聴きたくて1985〜（2019年12月13日 - 25日、大阪松竹座） - 松本 役
- 舞台『刀剣乱舞』天伝 蒼空の兵 -大坂冬の陣-（2021年1月10日 - 3月28日、IHIステージアラウンド東京） - 大野治長 役[15]
- ネバー・ザ・シナー　-魅かれ合う狂気（東京公演：2021年9月2日 - 12日、COOL JAPAN PARK OSAKA TTホール/ 大阪公演：2021年9月18日・19日、品川プリンスホテル クラブeX） - ロバート・クロウ 役[16]
- ライブ・スペクタクル『NARUTO-ナルト-』〜忍の生きる道〜（2023年10月8日 - 11月5日〈予定〉、KAAT神奈川芸術劇場 他） - 千手柱間 役[17]
- FINAL FANTASY BRAVE EXVIUS 幻影戦争 THE STAGE（2024年2月23日 - 3月3日、ヒューリックホール東京） - ギルガメッシュ 役[18]
- ハリー・ポッターと呪いの子（2024年7月8日 - 、TBS赤坂ACTシアター） - ドラコ・マルフォイ 役[19]

【Studio Life公演】
- トーマの心臓（2000年・2003年） - アンテ / シャール / シェリー 役
- 死の泉（2001年） - レナ 役
- ブギトゥ・バグース（2001年）
- Sons（2001年） - ジニー 役
- 月の子/MOON CHILD〜月の子〜（2002年・2004年） - ベンジャミン / アート 役
- LILIES（2003年） - ヴァリエ・ド・テイリー伯爵 役
- OZ（2005年） - 1024 役
- DRACULA（2006年） - ジョナサン・ハーカー 役

### WEBドラマ
- Fotonoma 101枚目のプロポーズ
- docomo 係長 青島俊作 THE MOVIE 事件は取調室で起きている！ - 小山田（目撃者） 役
- 仮面ライダージオウ スピンオフ PART1『RIDER TIME 仮面ライダーシノビ』（2019年3月31日 - 4月14日、東映特撮ファンクラブ） - ガマノ師匠 役[20]
- ギルガメッシュFIGHT（2022年12月25日 - 2023年1月29日、Paravi） - 宮本秀樹 役[21]
- 君と世界が終わる日に Season4（2023年3月19日 - 、Hulu） - 下村陸斗 役[22]
- ギーツエクストラ 仮面ライダータイクーン meets 仮面ライダーシノビ（2023年6月18日、東映特撮ファンクラブ） - ガマノ師匠（声） 役[23]

### バラエティ番組
- ホレゆけ!スタア☆大作戦 season2 まりもみ一触即発!（2007年10月 - 2008年3月、キューブ・ポニーキャニオン） - イケメンの大倉孝二 役
- 鶴瓶のスジナシ! 「息子、帰る」（2012年）

### DVD
- 「The Present time, The Past days」（2004年、ポニーキャニオン）

### オリジナルビデオ
- スーパー戦隊シリーズ（東映ビデオ）
  - 忍風戦隊ハリケンジャー スーパービデオ スーパー忍者とスーパー黒子（2002年） - 霞一鍬 / クワガライジャー 役
  - 忍風戦隊ハリケンジャーVSガオレンジャー（2003年） - 霞一鍬 / クワガライジャー 役
  - 爆竜戦隊アバレンジャーVSハリケンジャー（2004年） - 霞一鍬 / クワガライジャー 役
  - 忍風戦隊ハリケンジャー 10YEARS AFTER（2013年） - 霞一鍬 / クワガライジャー 役
  - 忍風戦隊ハリケンジャーでござる! シュシュッと20th Anniversary（2023年） - 霞一鍬 / クワガライジャー、一牙 役[24]

### CM
- バンダイ「ゴウライジャー 変身シリーズ」
- ロッテ「BLACK BLACKガム」

### その他
- 第11回「ジュノン・スーパーボーイ・コンテスト」フォトジェニック賞・Pメールグランプリ受賞（1998年）